# Pinus latteri
Pinus latteri (сосна Латтера) — вид дерев роду сосна родини соснових.

## Опис
Pinus latteri є середнім за величиною деревом, яке досягає 25–45 м заввишки і має діаметр стовбура до 1,5 м. Кора оранжево-червона, з товстими глибокими тріщинами біля основи стовбура, та тонкою з хвойними гілками у верхній частині крони. Листя («голки») зібрані в пучки парами, 15–20 см в довжину і трохи більше 1 мм в ширину, зеленого та жовто-зеленого забарвлення. Шишки вузькі конічні, 6–14 см в довжину і 4 см в ширину біля основи, коли закриті, спочатку зелені, при дозріванні червоно-коричневі. Вони відкриваються в 6–8 см завширшки, щоб випустити насіння. Насіння 7–8 мм завдовжки, з крильцями 20–25 мм, розсіюються вітром.

## Поширення
Країни зростання:
Камбоджа, Китай (провінція Гуандун, Гуансі, Хайнань), М'янма, Таїланд, В'єтнам.